# غاري ييتس
غاري ييتس (20 سبتمبر 1967 - ) (بالإنجليزية: Gary Yates)‏ هو لاعب كريكت بريطاني.

## وصلات خارجية
- غاري ييتس على موقع إي آس بي آن كريك إنفو (الإنجليزية)